# Orion (navă spațială)
Orion Multi-Purpose Crew Vehicle este o navă spațială proiectată și dezvoltată de către Lockheed Martin pentru NASA și Airbus Defence and Space pentru ESA, pentru realizarea unor misiuni viitoare cu echipaj uman pe Lună, asteroizi (către 2025) și Marte. Nava va fi lansată cu ajutorul rachetei Space Launch System (exceptând zborul-test din 2014). Fiecare navă spațială Orion este proiectată să transporte un echipaj de 0 până la 4 astronauți. 
În zborul-test de debut (fără echipaj), denumit Exploration Flight Test 1 (EFT-1), Orion a fost lansat cu ajutorul unei rachete Delta IV Heavy la 5 decembrie 2014. Primul zbor cu echipaj la bord este așteptat pentru anul 2021.
NASA intenționează să folosească modulul spațial pentru a transporta și astronauți către Stația Spațială Internațională (SSI), astfel capsula va asigura rotația echipajului de pe ISS la fiecare șase luni.

## Veziși
- Proiectul Orion, dezvoltat în anii 1950-60.
- CST-100
- Dragon (navă spațială)
- Dream Chaser

## Legăturiexterne
- NASA a prezentat viitoarea navă spațială Orion Mediafax. Accesat la 31 martie 2009
- Naveta spațială Orion va transporta astronauți pe un asteroid Gândul. Accesat la 23 martie 2011
- Capsula Orion e gata: acesta este vehiculul spațial care va duce oamenii pe Marte, 4 noiembrie 2014, descopera.ro